# أنيل أحمدودجيتش
أنيل أحمدودجيتش (مواليد 26 مارس 1999) هو لاعب كرة قدم بوسني يلعب كمدافع في نادي مالمو.

## روابط خارجية
- أنيل أحمدودجيتش على موقع الاتحاد الدولي (مؤرشف)  (الإنجليزية)
- أنيل أحمدودجيتش على موقع الاتحاد الأوربي (الإنجليزية)
- أنيل أحمدودجيتش على موقع اتحاد السويد (السويدية)
- أنيل أحمدودجيتش على موقع قاعدة بيانات كرة القدم.إي يو (الإنجليزية)
- أنيل أحمدودجيتش على موقع ليكيب (الفرنسية)
- أنيل أحمدودجيتش على موقع ناشيونال فوتبول تيمز (الإنجليزية)
- أنيل أحمدودجيتش على موقع Soccerbase.com (لاعب) (الإنجليزية)
- أنيل أحمدودجيتش على موقع Soccerway.com (الإنجليزية)
- أنيل أحمدودجيتش على موقع عالم كرة القدم.نت (الإنجليزية)